# Kościan (comune rurale)
Kościan è un comune rurale polacco del distretto di Kościan, nel voivodato della Grande Polonia.
Ricopre una superficie di 202,27 km² e nel 2004 contava 14 933 abitanti.
Il capoluogo è Kościan, che non fa parte del territorio ma costituisce un comune a sé.